# Polyscytalum hareae
Polyscytalum hareae är en svampart som först beskrevs av B. Sutton, och fick sitt nu gällande namn av P.M. Kirk 1981. Polyscytalum hareae ingår i släktet Polyscytalum, divisionen sporsäcksvampar och riket svampar.   Inga underarter finns listade i Catalogue of Life.